# Bersærk
 Denne artikel omhandler rockbandet Bersærk. Opslagsordet har også en anden betydning, se Bersærkergang.
Bersærk er et dansksproget Heavy Metal-band fra 2012, der har base i Aarhus. Bandet består af Lars Evers (guitar), Simon Gleerup Meiner (trommer) og Jens Moss Thorsen (Sang og bas).

## Historie
Bandet blev grundlagt i 2012 af Lars Evers og Casper Roland Popp. Begge havde spillet sammen længe i bandet "IIIrd Alternative". Også dengang, og som i Bersærk, er Lars Evers bandets tekstforfatter.
Senere kom Bastian Popp med på bas og Rene Holmboe på trommer. Rene Holmboe blev i 2015 afløst af Mads Fjeldvig, som var bag trommerne indtil december 2016, hvor Simon Gleerup Meiner overtog pladsen. Simon, der sammen med Lars og Casper grundlagde deres gamle band IIIrd Alternative i 2003, var også bag trommerne på debutalbummet Mulm i 2015.
Bersærks debutalbum Mulm  udkom den 29. oktober 2015  og fik gode anmeldelser. Det blev bl.a. nomineret i kategorien Årets Danske Rockudgivelse ved High Voltage Rock Awards 2016.
Bersærk  har spillet på blandt andet Roskilde Festival i 2016 og på Copenhell i 2016 og 2018. Tidligere har Bersærk spillet support for blandt andre Red Fang (en), Eyehategod (en), Monster_Magnet (en) samt danske Helhorse og Dizzy Mizz Lizzy.
I 2018 udkom bandets 2. fuldlængde album Jernbyrd som blev produceret af Jens Moss Thorsen, og som i kølvandet på udgivelsen blev fuldgyldigt medlem som bassist og producer.
I 2019 spillede Bersærk et show i Pumpehuset, som blev udgivet som livealbumet Live I Pumpehuset
I 2020 udkom SOL  som blev kåret som Gaffas "Årets Danske Hardrock/Metal Udgivelse".
August 2024 ophørte samarbejdet med forsanger Casper Roland Popp, og Jens Moss Thorsen overtog lead vokalen. 

## Diskografi
- 2013: Trældom (EP)
- 2015: Mulm (Album)
- 2018: Jernbyrd (Album)
- 2019: Live I Pumpehuset (Live Album)
- 2020: SOL (Album)
- 2023: Åndedrag (EP)

## Medlemmer
- Lars Evers - Guitars ( 2012 -)
- Simon Meiner - Trommer ( 2015, 2017 -)
- Jens Moss Thorsen . Vokal, Bas, synth ( 2018 -)

### Tidligere medlemmer

#### Vokal
- Casper Roland Popp ( 2012 - 2024 )

#### Bas
- Bastian Popp ( 2013 - 2017
- Torben Egebjerg ( 2017 - 2018 )

#### Trommer
- Rene Holmboe ( 2012 - 2015 )
- Mads Fjeldvig ( 2015 - 2017 )

### Live musikere
- Mathias Korsgaard - Guitar, Synth ( 2019 -)
- Dennis Guldmann Meiner Jensen - Bas ( 2016 - 2017 )
- Jens Moss Thorsen - Bas ( 2018 )

 Tidslinje